# 大野勝彦 (建築家)
大野 勝彦（おおの かつひこ、1944年12月15日 - 2012年）は、日本の建築家。大野アトリエ一級建築士事務所所長。工学博士。

## 経歴
福島県生まれ。1967年、東京大学工学部建築学科卒業。同大学院（内田祥哉研究室）にて建築の工業化を研究、「部品化建築論」で工学博士。
1970年、積水化学工業と共同で、低価格で高性能のプレファブリック（プレハブ工法）住宅として現在も高く評価されている「セキスイハイムM1」を開発。1971年、大野アトリエ一級建築士事務所を設立。住宅設計や住宅地計画に携わりながら、福島県喜多方市、福井県大野市、茨城県結城市などの町並み整備や地域住宅計画（HOPE計画）など、日本各地のまちづくり計画も手掛け、その活性化に貢献した。

## 著書
- 『現代民家と住環境体』　鹿島出版会〈SD選書105〉、1976年　ISBN 978-4306051058
- 『地域住宅工房のネットワーク 住まいから町へ、町から住まいへ』　彰国社、1988年　ISBN 978-4395002474
- 『七つの町づくり設計-現代の住宅』　丸善、1997年　ISBN 978-4621042816
- 『現代の住宅-木造住宅』　丸善、1998年　ISBN 978-4621043882